# Буборн
Буборн (нім. Buborn) — громада в Німеччині, розташована в землі Рейнланд-Пфальц. Входить до складу району Кузель. Складова частина об'єднання громад Лаутереккен-Вольфштайн.
Площа — 2,87 км2. Населення становить 143 ос. (станом на 31 грудня 2020).

## Галерея

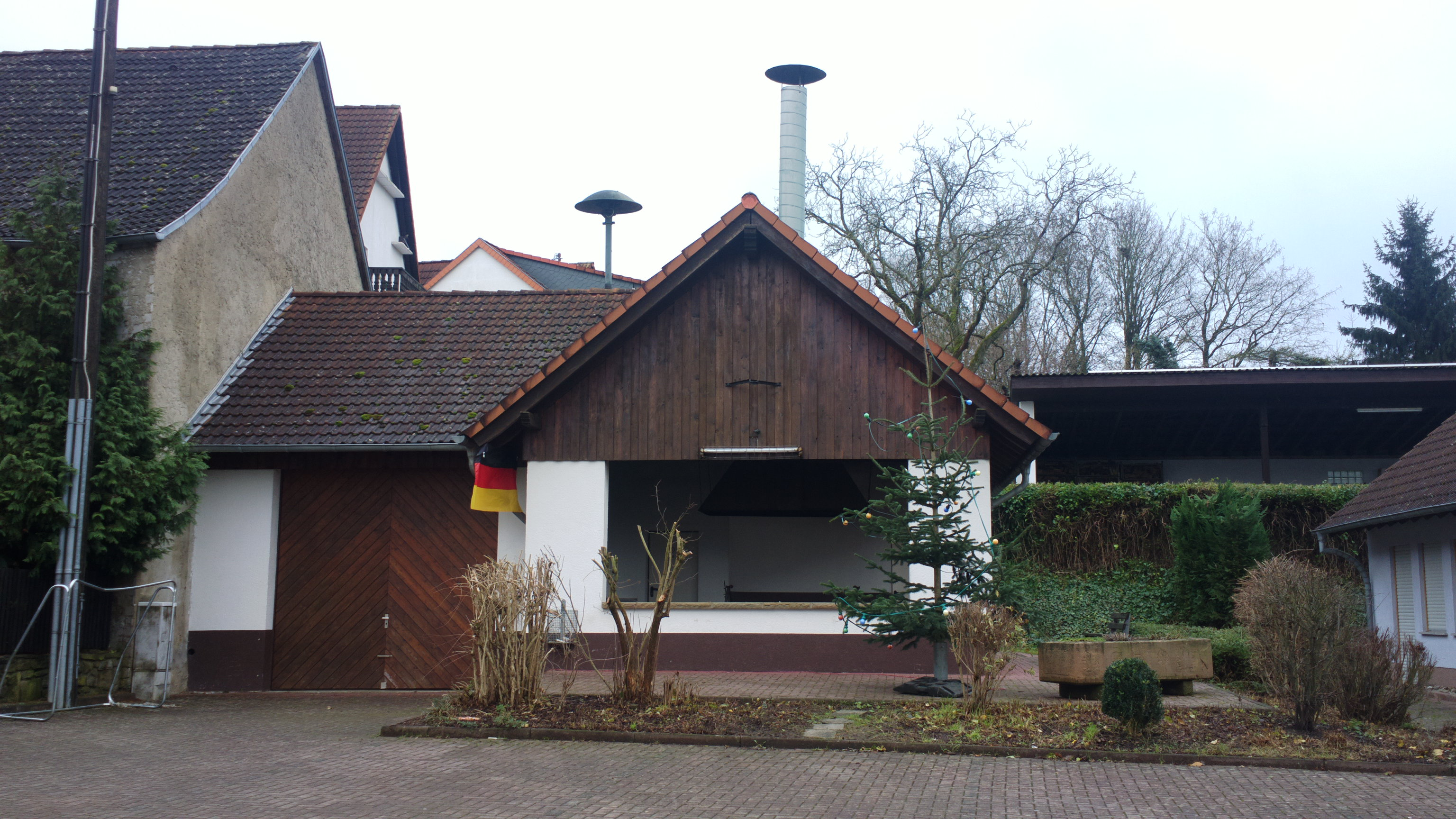
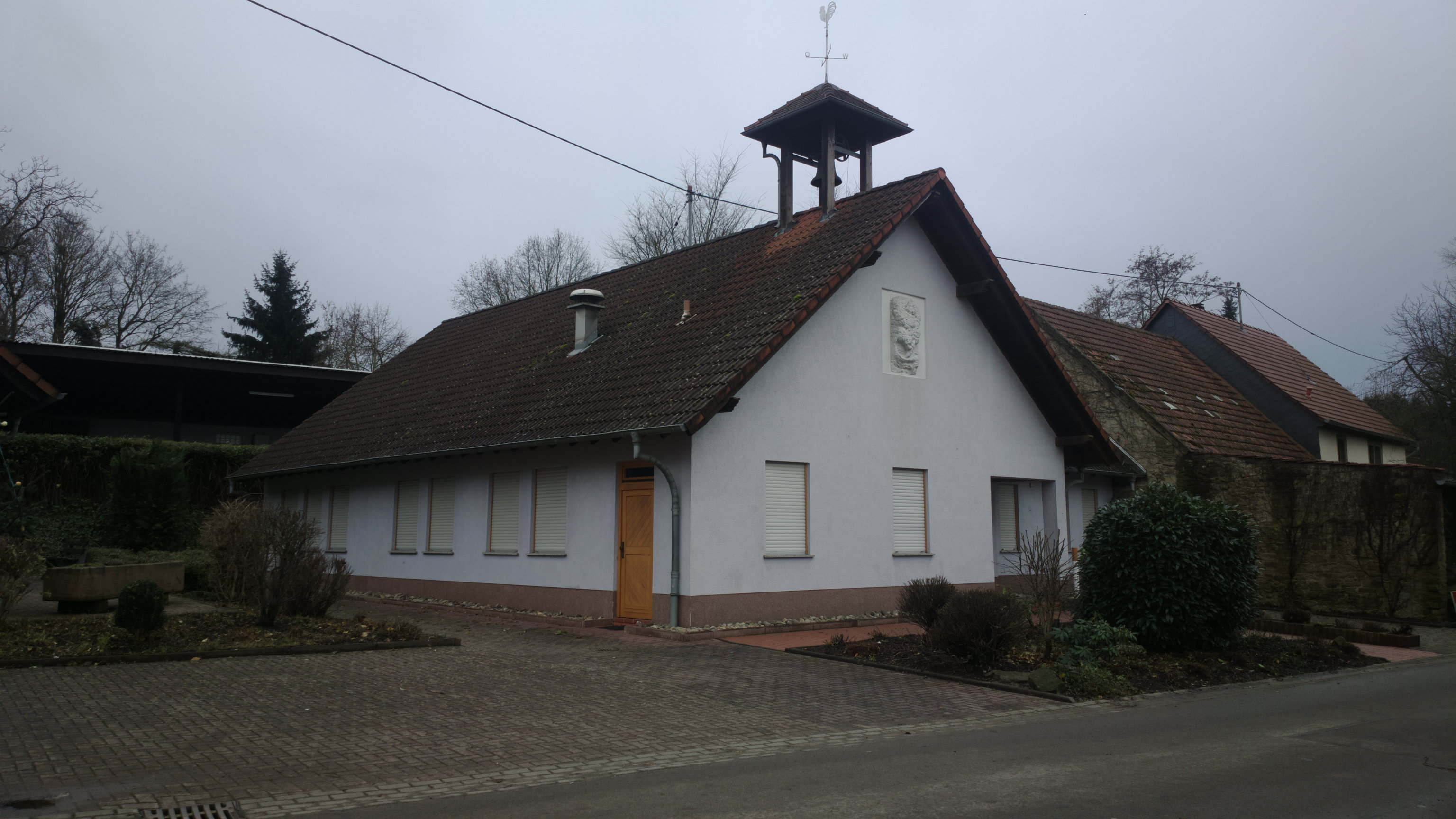